# Genoa Cricket and Athletic Club 1898
Questa voce raccoglie le informazioni riguardanti il Genoa Cricket and Athletic Club nelle competizioni ufficiali della stagione 1898.

## Stagione
Il 6 gennaio 1898 i genoani giocarono una partita contro una rappresentativa composta da calciatori di due club torinesi, l'Internazionale Torino ed il Torinese, persa dai genovesi uno a zero. Il 6 marzo venne giocata la rivincita, e questa volta la vittoria arrise ai genoani, che batterono la rappresentativa torinese per uno a zero grazie ad un gol di Shaffhauser.
Si disputarono anche l'amichevole vinta contro l'Alessandria, conclusasi con la vittoria sul campo dei grigi, una delle società fondatrici della Federazione Italiana del Football, e quello che potrebbe considerarsi come il primo derby di Genova contro il Liguria, giocato il 27 marzo 1898 con soli sette uomini ma vinto ugualmente per quattro a due. Nell'autunno seguente venne disputata la gara di rivincita, terminata con il punteggio di 4-1 per i genoani.
Il Genoa inoltre giocò due incontri contro l'equipaggio della nave britannica Clementine, terminati entrambi con l'affermazione dei genovesi, ed uno disputato contro gli ufficiali della HMS Revenge, che si imposero sui genoani.
La Federazione Italiana del Football, l'8 maggio 1898, tramite il Torinese, organizza il primo campionato italiano ufficiale di calcio. Partecipano 3 squadre di Torino e il Genoa: il campo scelto per la disputa fu quello del Velodromo Umberto I. Al mattino, semifinali e nel pomeriggio la finale vinta dal Genoa dopo i tempi supplementari.
Cospicuo incasso per quest'ultimo incontro: 197 lire e 50 centesimi. Oltre alla percentuale pattuita, vanno al Genoa undici medaglie d'oro per gli atleti e una coppa d'argento per la società.

## Divise
La divisa utilizzata per gli incontri di campionato era una camicia bianca.
| Manica sinistra · Maglietta · Manica destra · Pantaloncini · Calzettoni |

## Organigramma societario
Area direttiva
- Presidente: Hermann Bauer[5], William Keene[6][7]
- Vicepresidente: Rev. Richard L. Douglas[6]
- Segretario: John Quertier Le Pelley[6]
- Consiglieri: George Blake, Bright, George Fawcus, James Spensley[6]

Area tecnica
- Allenatore: James Spensley

## Rosa
| N. |                        | Ruolo | Calciatore              |
| -- | ---------------------- | ----- | ----------------------- |
|    | Regno Unito (bandiera) | P     | William Baird           |
|    | Inghilterra (bandiera) | D     | George Blake            |
|    | Italia (bandiera)      | D     | Ernesto De Galleani     |
|    | Italia (bandiera)      | D     | Fausto Ghigliotti       |
|    | Inghilterra (bandiera) | D     | J. Marshall             |
|    | Galles (bandiera)      | D     | Howard Passadoro        |
|    | Italia (bandiera)      | D     | Edoardo Pasteur         |
|    | Inghilterra (bandiera) | D     | James Spensley          |
|    | Italia (bandiera)      | C     | Silvio Piero Bertollo   |
|    | Italia (bandiera)      | C     | Wallys Ghiglione        |
|    | Guernsey (bandiera)    | C     | John Quertier Le Pelley |
|    | Inghilterra (bandiera) | C     | F. Reed                 |

| N. |                        | Ruolo | Calciatore           |
| -- | ---------------------- | ----- | -------------------- |
|    | Italia (bandiera)      | C     | Giorgio Venturini    |
|    | Italia (bandiera)      | A     | Hermann Bauer        |
|    | Italia (bandiera)      | A     | Giovanni Bocciardo   |
|    | Inghilterra (bandiera) | A     | J. Chalners          |
|    | Svizzera (bandiera)    | A     | Henri Dapples        |
|    | Inghilterra (bandiera) | A     | George Fawcus        |
|    | Inghilterra (bandiera) | A     | Norman Victor Leaver |
|    | Inghilterra (bandiera) | A     | Landasle Mackintosh  |
|    | Svizzera (bandiera)    | A     | Shaffauser           |
|    | Inghilterra (bandiera) | A     | J. Tweedy            |
|    | Inghilterra (bandiera) | A     | J. Wilkey            |

## Calciomercato
| Acquisti | Acquisti          | Acquisti | Acquisti |
| R.       | Nome              | da       | Modalità |
| -------- | ----------------- | -------- | -------- |
| C        | Giorgio Venturini | Liguria  | prestito |

| Cessioni | Cessioni | Cessioni | Cessioni |
| R.       | Nome     | a        | Modalità |
| -------- | -------- | -------- | -------- |

## Risultati
I risultati degli incontri sono presi dal Corriere dello Sport – La Bicicletta di Milano dell'11 maggio 1898, la prima fonte diretta relativa al torneo.

### Campionato Italiano di Football

#### Semifinale
| Arbitro: | Jourdan (Torino) |

|  |           |                  |
|  | Marcatori | Leaver Bocciardo |

#### Finale
| Arbitro: | Jourdan (Torino) |

|       |           |                 |
| Bosio | Marcatori | Spensley Leaver |

## Statistiche

### Statistiche di squadra
| Competizione                    | Punti | In casa | In casa | In casa | In casa | In casa | In casa | In trasferta | In trasferta | In trasferta | In trasferta | In trasferta | In trasferta | Totale | Totale | Totale | Totale | Totale | Totale | DR |
| Competizione                    | Punti | G       | V       | N       | P       | Gf      | Gs      | G            | V            | N            | P            | Gf           | Gs           | G      | V      | N      | P      | Gf     | Gs     | DR |
| ------------------------------- | ----- | ------- | ------- | ------- | ------- | ------- | ------- | ------------ | ------------ | ------------ | ------------ | ------------ | ------------ | ------ | ------ | ------ | ------ | ------ | ------ | -- |
| Campionato Italiano di Football | 4     | 0       | 0       | 0       | 0       | 0       | 0       | 2            | 2            | 0            | 0            | 4            | 1            | 2      | 2      | 0      | 0      | 4      | 1      | +3 |

### Statistiche dei giocatori
| Giocatore       | Campionato Italiano di Football | Campionato Italiano di Football |
| Giocatore       | Presenze                        | Reti                            |
| --------------- | ------------------------------- | ------------------------------- |
| W. Baird        | 2                               | -1                              |
| H. Bauer        | 0                               | 0                               |
| S. P. Bertollo  | 2                               | 0                               |
| G. Blake        | 0                               | 0                               |
| G. Bocciardo    | 2                               | 1                               |
| H. Dapples      | 2                               | 0                               |
| E. De Galleani  | 2                               | 0                               |
| G. Fawcus       | 0                               | 0                               |
| W. Ghiglione    | 2                               | 0                               |
| F. Ghigliotti   | 2                               | 0                               |
| J. Q. Le Pelley | 2                               | 0                               |
| N. V. Leaver    | 2                               | 2                               |
| H. Passadoro    | 0                               | 0                               |
| E. Pasteur I    | 2                               | 0                               |
| J. Spensley     | 2                               | 1                               |
| G. Venturini    | 0                               | 0                               |